# Лавіркове
Лаві́ркове — село в Україні, у Талалаївській селищній громаді, Прилуцького району, Чернігівській області. За адміністративним поділом до липня 2020 року село входило до складу Талалаївського району, а після укрупнення районів входить до Прилуцького району. Орган місцевого самоврядування — Талалаївська селищна громада. Розташоване на трасі «Київ-Суми». Населення становить 134 особи.

## Історія
Не позначене на мапі Шуберта 1869 року.
Є на мапі Роменського округу 1925 року як х.Лавірків.
На мапі РСЧА 1941 року - х.Лавірків, 41 двір.
Перша радянська окупація розпочалася в січні 1918 року. 

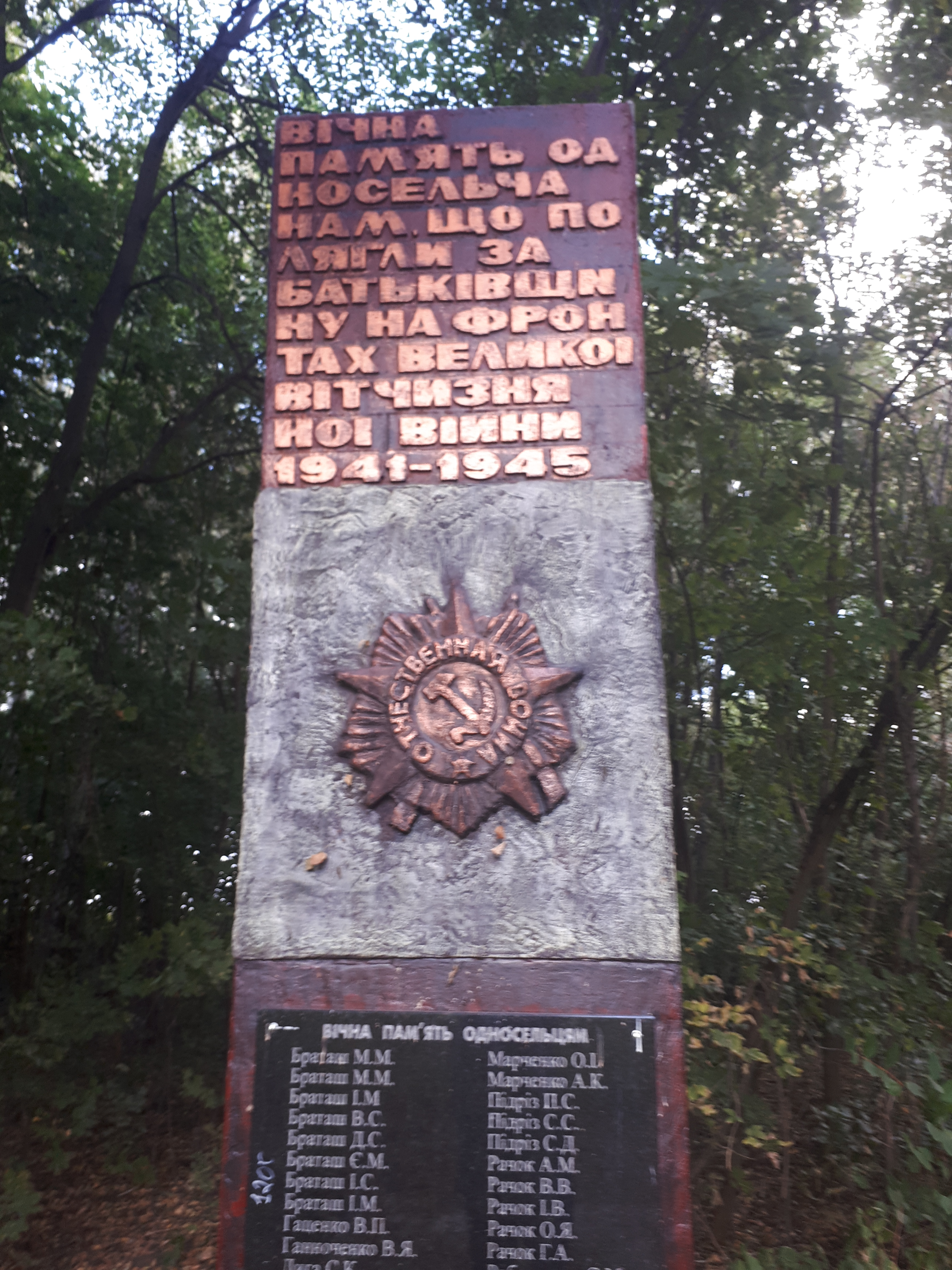
пам'ятний знак

На фронтах німецько-радянської війни воювали 209 мешканців села, з них 122 нагороджені орденами і медалями СРСР. 107 чоловіків загинули. Для увічнення пам'яті про них у 1970 році в селі споруджено пам'ятний знак.
Станом на початок 1970-х років в селі було 126 двори, мешкало 366 осіб. Село було центром сільської ради, до якої також входили села Новоселівка, Степове, Харкове й Шевченка. Розміщувався відділок радгоспу імені XXIII з'їзду КПРС (центральна садиба була у селі Харковому), за яким було закріплено 4386 га сільськогосподарських угідь, у тому числі 4000 га орної землі. Господарство вирощувало зернові й технічні культури; було розвинуте м'ясо-молочне тваринництво. Допоміжними галузями були городництво, садівництво і бджільництво.
На той час у селі працювали початкова школа, клуб, бібліотека, фельдшерсько-акушерський пункт.
До 2020 року було підпорядковане Харківській сільській раді.